# Mary Elizabeth Braddon
Pour les articles homonymes, voir Braddon.
Mary Elizabeth Braddon, née le 4 octobre 1835 à Soho, quartier de Londres, et morte le 4 février 1915 à Richmond dans le Grand Londres, est une femme de lettres britannique, auteure de romans policiers.

## Biographie
Mary Elizabeth Braddon est très jeune quand son père, notaire, se sépare de sa mère. Elle doit alors travailler pour subvenir aux besoins de sa famille. Après une courte carrière théâtrale, elle se consacre à l'écriture avec un succès immédiat.
« Elle marche sur les traces de Wilkie Collins en s'adonnant au « Sensation Novel », genre sulfureux, apte à fournir les plus délicieux frissons. Ses héroïnes, souvent fragiles, ne sont pas épargnées ; amours contrariées, jalousie exacerbées, chantages et extorsions diverses, les protagonistes se débattent au sein d'un univers englué dans le crime ». En 1862 et 1863, elle publie Le Secret de Lady Audley (Le Secret de Lady Audley (en)) et Aurora Floyd (Aurora Floyd (en)) qui « lui valent une renommée instantanée, renforcée par la controverse moralisatrice qui accompagne leur sortie ». La Revue des deux Mondes lui consacre un dossier dès 1863.
Elle est la « pionnière du roman policier à la mode victorienne. La littérature à sensation étant indissociable du crime, elle va peindre quelques beaux portraits de criminels » tel l’instituteur Jabez North dans La Trace du serpent (The Trail of the Serpent), son premier roman en 1860 ou l'aventurier Oscar Bertrand dans Les Compagnons de minuit (The Black Band or the Mysteries of Midnight) en 1862. Les femmes ne sont pas épargnées comme dans Le Secret de Lady Audley, « la plus marquante reste certainement, la machiavélique Lady Audley qui, pour cacher sa bigamie à son second mari, commet deux crimes atroces ».
Elle « est considérée comme la première femme à avoir institué un détective comme personnage central d'un roman » avec le muet Peters, héros de La Trace du serpent. Elle crée également une des premières femmes-détectives avec Eleanor Vane dans Le Triomphe d'Eleanor (Eleanor's Victory).
Elle innove les techniques littéraires « en utilisant bien des décennies avant Richard Austin Freeman, la technique de « l'histoire inversée » (inverted detective story (en)) dans Le Secret de Lady Audley », le roman décrivant d'abord le crime, puis l'élucidation du mystère.
Elle utilise fréquemment le thème du double notamment avec le jumeau haineux  dans Le Capitaine du Vautour (The Captain of the Vulture) ou une jumelle dans Le Locataire de Sir Gaspard (Sir Jasper's Tenant).
Selon Marc Madouraud, collaborateur du Dictionnaire des littératures policières, « certains critiques modernes voient même en la nouvelle Le Mystère de Fernwood (1861), par son habile usage du double, l'ancêtre direct des textes comme Miroirs déformants de Dorothy L. Sayers ou Le Miroir obscur (1950) d'Helen McCloy ».

## Œuvre

### Romans
- The Trail of the Serpent (1860), aussi titré Three Times Dead Publié en français sous le titre La Trace du serpent, Paris, Hachette, 1860
- The Octoroon; or, The Lily of Louisiana (1861)
- The Black Band; or, the Mysteries of Midnight (1861) Publié en français sous le titre Les Compagnons de minuit, Le Matin, 1900
- John Marchmont's Legacy (1861)
- Lady Lisle (1862) Publié en français sous le titre Lady Lisle, Paris, Hachette, 1863
- Lady Audley's Secret (en) (1862) Publié en français sous le titre Le Secret de lady Audley, Paris, Hachette, 1862   (Wikisource)
- The Captain of the Vulture (1863) Publié en français sous le titre Le Capitaine du Vautour, Paris, Hachette, 1863
- Aurora Floyd (en) (1863) Publié en français sous le titre Aurora Floyd, Paris, Hachette, 1863
- Woman's Revenge; or, The Captain of the Guard (1862)
- The White Phantom (1863)
- The Factory Girl; or, All is Not Gold That Glitters (1863)
- Eleanor's Victory (1863) Publié en français sous le titre Le Triomphe d'Eleanor, Paris, Hachette, 1864
- Henry Dunbar: the Story of an Outcast (1864), aussi titré The Outcasts Publié en français sous le titre Henry Dunbar, histoire d'un réprouvé, Paris, Hachette, 1869   (Wikisource)
- Oscar Bertrand; or, the Idiot of the Mountain (1864)
- The Doctor's Wife (1864) Publié en français sous le titre La Femme du docteur, Paris, Hachette, 1870   (Wikisource) et Paris, Joëlle Losfeld, 2002
- Only a Clod (1865) Publié en français sous le titre Le Brosseur du lieutenant, Paris, Hachette, 1869
- The Banker's Secret (1865), aussi titré Rupert Godwin
- Sir Jasper's Tenant (1866) Publié en français sous le titre Le Locataire de Sir Gaspard, Paris, Hachette, 1868
- The Lady's Mile (1866)
- Diavola (1867), aussi titré Run to Earth
- Birds of Prey (1867) Publié en français sous le titre Les Oiseaux de proie, Paris, Hachette, 1874
- Circe (1867), d'abord publié sous le pseudonyme Babington White
- Dead Sea Fruit (1868) Publié en français sous le titre Un fruit de la mer morte, Paris, Hachette, 1874
- Charlotte's Inheritance (1868) Publié en français sous le titre L'Héritage de Charlotte, Paris, Hachette, 1874
- Fenton's Quest (1871)
- The Lovels of Arden (1872)
- To the Bitter End (1872)
- Robert Ainsleigh (1872)
- Strangers and Pilgrims (1873)
- Lucius Davoren: or, Publicans and Sinners (1873)
- Lost for Love (1874)
- Taken at the Flood (1874)
- A Strange World (1875)
- Hostages to Fortune (1875)
- Joseph Haggard's Daughter (1876)
- Put to the Test (1876)
- Dead Men's Shoes (1876)
- An Open Verdict (1878)
- The Cloven Foot (1879)
- Vixen (1879)
- Her Splendid Misery (1880), aussi titré the Story of Barbara
- Just as I Am (1880)
- Asphodel (1881)
- Mount Royal (1882)
- The Golden Calf (1883)
- Phantom Fortune (1883)
- Ishmael. A Novel (1884)
- Wyllard's Weird (1885)
- Cut by the County (1885)
- The Good Hermione: A Story for the Jubilee Year (1886), aussi titré Aunt Belinda
- Mohawks (1887)
- Like and Unlike (1887)
- The Fatal Three (1888)
- The Day Will Come (1889)
- One Life, One Love (1890), aussi titré Whose Was the Hand
- The World, the Flesh and the Devil (1891)
- The Venetians (1892)
- The Christmas Hirelings (1894)
- Thou Art The Man (1894)
- Sons of Fire (1895)
- London Pride (1896)
- The Little Aunty (1897)
- A Shadowed Life (1897), aussi titré Rough Justice
- In High Places (1898)
- His Darling Sin (1899)
- The Infidel (1900)
- The Conflict (1903)
- A Lost Eden (1904)
- The Rose of Life (1905)
- The White House (1906)
- Jane Brown (1906), aussi titré Dead Love Has Chains
- Her Convict (1907)
- During Her Majesty's Pleasure (1908)
- Our Adversary (1909)
- Beyond These Voices (1910)
- The Green Curtain (1911)
- Miranda (1913)
- Mary (1916), publication posthume

### Recueils de nouvelles
- Ralph the Bailiff and C. (1862) Publié en français sous le titre L'Intendant Ralph et autres histoires, Paris, Hachette, 1863 ; réédition sous le titre Ralph et autres contes, Paris, Hachette, 1867
- Milly Darrell and Other Stories (1873)
- Weavers and Weft, or, In Love's Nest (1876), aussi titré Weavers and Weft, and Other Stories
- Flower and Weed (1884)
- Under the Red Flag and Other Tales (1886)
- All Along the River and Other Tales (1893)

### Nouvelles
- Captain Thomas (1860)
- The Cold Embrace (1860)
- My Daughters (1860)
- My First Happy Christmas (1861)
- Samuel Lowgood's Revenge (1861)
- The Lawyer's Secret (1861)
- Ralph, the Bailiff (1861)
- The Mystery of Fernwood (1861) Publié en français sous le titre Le Fantôme de Fernwood, dans le recueil Femmes fatales, Éditions du Masque, coll. « Labyrinthes » no 127 (2004)  (ISBN 2-7024-8091-8)
- Lost and Found (1862)
- Eveline's Visitant: a Ghost Story (1862)
- Found in the Muniment Chest (1862)
- How I Heard my Own Will Read (1862)
- At Daggers Drawn (1867)
- Dorothy's Rival (1867)
- A Great Ball and a Great Bear (1868)
- The Mudie Classics, No 1. Sir Alk Meyonn, or the Seven against the Elector (1868)
- Christmas in Possession (1868)
- My Wife's Promise (1868)
- The True Story of Don Juan (1868)
- My Unlucky Friend (1869)
- A Very Narrow Escape (1869)
- Sir Philip's Wooing (1869)
- The Scene Painter's Wife (1869)
- Levison’s Victim (1870)
- Mr. and Mrs. De Fontenoy (1870)
- The Splendid Stranger (1870)
- On the Brink (1870)
- The Sins of the Fathers (1870)
- John Granger: A Ghost Story (1870)
- Too Bright to Last (1870)
- The Zoophyte's Revenge (1871)
- At Crighton Abbey (1871)
- Hugh Damer's Last Ledger (1871)
- In Great Waters (1871)
- Old Rutherford Hall (1871)
- The Dreaded Guest (1871)
- Colonel Benyon’s Entanglement (1871)
- Three Times (1872)
- A Good Hater (1872)
- Prince Ramji Rowdedow (1873)
- Milly Darrell (1873)
- Sir Hanbury’s Bequest (1874)
- St. Luke's Return (1875)
- Sebastian (1876)
- Weavers and Weft (1876)
- Her Last Appearance (1876)
- My Unlucky Friend (1877)
- The Clown's Quest (1878)
- Dr. Carrick (1878)
- George Caulfield's Journey (1879)
- The Shadow in the Corner (1879), aussi titré Wildheath Grange
- If She Be Not Fair to Me (1880)
- His Secret (1881)
- Flower and Weed (1882)
- Under the Red Flag (1883)
- Thou Art the Man (1884), développé ultérieurement pour un roman
- Across the Footlights (1884)
- The Little Woman in Black (1885)
- Stapylton's Plot (1887)
- It is Easier for a Camel (1888)
- One Fatal Moment (1889)
- My Dream (1889)
- If There Be Any of You (1889)
- His Oldest Friends (1890)
- The Ghost's Name (1891)
- The Island of Old Faces (1892)
- All Along to River (1893)
- Does Anything Matter (1893), achevé, mais non publié
- A Modern Confessor (1893)
- The Dulminster Dynamiter (1893)
- Drifting (1893)
- Sweet Simplicity (1894)
- His Good Fairy (1894)
- Herself (1894), aussi titré Venetian Glass
- The Higher Life (1894), inédit jusqu'en 1907
- Where Many Footsteps Pass (1896)
- The Good Lady Ducayne (1896)
- Poor Uncle Jacob (1896)
- Wild Justice (1896), aussi titré The Fly from the George
- Theodora's Temptation (1896), aussi titré The Doll's Tragedy
- The Winning Sequence (1896)
- In the Nick of Time (1898)
- As the Heart Knoweth (1903)
- For His Son's Sake (1905)
- The Cock of Bowkers (1906)

### Pièces de théâtre
- Loves of Arcadia (1860)
- The Model Husband (1868)
- Griselda (1873)
- The Missing Mistress (1874)
- Marjorie Daw (1881)
- Married Beneath Him (1882)
- The Dross; or, the Root of All Evil (1882)
- For Better or Worse (1890)
- A Life Interest (1893)

## Filmographie

### Au cinéma
- 1912 : Lady Audley's Secret, film muet américain réalisé par Herbert Brenon et Otis Turner, adaptation du roman éponyme
- 1912 : Her Bitter Lesson, film muet américain réalisé par Hardee Kirkland
- 1912 : Aurora Floyd, film muet américain réalisé par Theodore Marston, adaptation du roman éponyme
- 1915 : Aurora Floyd, film muet américain réalisé par Travers Vale, adaptation du roman éponyme
- 1915 : Lady Audley's Secret, film muet américain réalisé par Joseph A. Golden, adaptation du roman éponyme
- 1915 : Lady Audley's Secret, film muet américain réalisé par Marshall Farnum, adaptation du roman éponyme
- 1920 : Lady Audley's Secret, film muet américain réalisé par Jack Denton, adaptation du roman éponyme

### À la télévision
- 1949 : Lady Audley's Secret, téléfilm britannique, adaptation du roman éponyme
- 2000 : Lady Audley's Secret, téléfilm britannique réalisé par Betsan Morris Evans, adaptation du roman éponyme

## Sources
: document utilisé comme source pour la rédaction de cet article.
- Claude Mesplède (dir.), Dictionnaire des littératures policières, vol. 1 : A - I, Nantes, Joseph K, coll. « Temps noir », 2007, 1054 p. (ISBN 978-2-910-68644-4, OCLC 315873251), p. 286-287